# Günther Stoll
Günther Stoll (Duisburg, 18 agosto 1924 – Gelsenkirchen, 10 gennaio 1977) è stato un attore tedesco, attivo negli anni '60-'70 del XX secolo.

## Biografia
Günther Stoll partecipò alla seconda guerra mondiale e fu fatto prigioniero di guerra dai britannici, liberato nel 1948. Iniziò la sua carriera di attore al Theater Regensburg. Negli anni '50 fece anche l'allenatore di calcio, tra i lavori svolti. Nel 1954 si spostò a Norimberga dove recitò al locale teatro fino al 1957. Seguirono spostamenti a Aachen, Brema e Amburgo, dove recitava anche in lavori televisivi dal 1966 con l'opera di Francis Durbridge Straßenfeger Melissa. Tra il 1966 e il 1972 recitò nei film di adattamenti cinematografici e televisivi dei romanzi di Edgar Wallace. 
Partecipò dal 1975 al 1977, impersonando il Kriminalbeamten Schröder, alla serie L'ispettore Derrick. 
Nel 1976 recitò nel ruolo di Karlos nel film greco L'adultera con Barbara Bouchet.

## Vita privata
Nel giugno 1967 perse nel giro di poche ore la madre, per una embolia cardiaca, e il figlio Alois di 15 anni per un incidente in scooter. Dal febbraio 1971 fino alla morte, fu sposato con Edina Pop, cantante. Viene sepolto al cimitero di Zeitlarn di Regensburg.

## Filmografia
- 1962: Das Fernsehgericht tagt (TV-Serie)
- 1962: Stahlnetz – Spur 211 (TV-Serie)
- 1963: Dame Kobold (TV)
- 1963: Hafenpolizei – Die Falschmünzer  (TV-Serie)
- 1964: Stahlnetz – Rehe (TV-Serie)
- 1965: Epitafios gia ehthrous kai filous
- 1965: Stahlnetz – Nacht zum Ostersonntag (TV-Serie)
- 1966: Melissa
- 1966: Maigret und sein größter Fall
- 1966: Il gobbo di Londra
- 1967: Agent 3S3 setzt alles auf eine Karte
- 1967: Dem Täter auf der Spur – Am Rande der Manege (TV-Serie)
- 1967: Dem Täter auf der Spur – 10 Kisten Whisky (TV-Serie)
- 1967: Die letzte Rechnung zahlst du selbst (Al di là della legge)
- 1968: Straßenbekanntschaften auf St. Pauli
- 1968: Van de Velde: Die vollkommene Ehe
- 1968: Funkstreife XY – ich pfeif’ auf mein Leben
- 1968: Die große Treibjagd
- 1968: Der Staudamm (TV-Serie)
- 1969: Graf Yoster gibt sich die Ehre – Motive (TV-Serie)
- 1969: Mattanza – ein Liebestraum
- 1969: Die Folterkammer des Dr. Fu Man Chu
- 1969: Das Gesicht im Dunkeln
- 1970: Der Pfarrer von St. Pauli
- 1971: Das Messer
- 1971: È tornato Sabata… hai chiuso un'altra volta
- Cosa avete fatto a Solange?, regia di Massimo Dallamano (1972)
- 1971: Die Tote aus der Themse
- 1972: Das Geheimnis der grünen Stecknadel
- 1972: Der Kommissar – Traum eines Wahnsinnigen (TV-Serie)
- 1972: Tatort: Kressin und der Mann mit dem gelben Koffer (TV-Serie)
- 1972: Le avventure di Pinocchio (miniserie televisiva) – 1º pescatore
- 1973: Der Kommissar – Der Geigenspieler (TV-Serie)
- 1973: Tatort: Weißblaue Turnschuhe (TV-Serie)
- 1973: Okay S.I.R. – Der Tizianclub
- 1974: Motiv Liebe (TV-Serie)
- 1974: Der Kommissar – Sein letzter Coup (TV-Serie)
- 1975: Das Amulett des Todes
- 1975–1977: L'ispettore Derrick – 19 Episodi (TV-Serie)
- 1975: Sergeant Barry (TV-Serie)
- 1975: Eurogang – Blüten für Frankfurt
- 1976: Tatort: Zwei Leben
- 1976: Derrick – (episodio 16: Tod der Kolibris)
- 1976: Derrick – (episodio 19: Tote Vögel singen nicht)
- 1976: Lobster – Stirb! (TV-Serie)
- L'adultera (Το αγκιστρι), regia di Klearhos Konitsiotis (1976)
- 1976: Unter einem Dach (TV-Serie)
- 1976: Derrick – (episodio 20: Schock)
- 1977: Ein Mann kam im August (TV-Serie)
- 1977: Es muß nicht immer Kaviar sein – 4 episodi (TV-Serie)